# WeeChat
WeeChat（ウィーチャット、Wee Enhanced Environment for Chat）は、軽量で高速にするように設計されているFOSSのIRCクライアントである。2003年から開発されており、GNU GPL v3+で配布されている。
WeeChatのデフォルトインタフェースはncursesを利用するテキストユーザインタフェースだが、リレープロトコルでその他のインタフェースが利用できる。

## 機能
WeeChatにはRFC 1459及びRFC 2812の実装などの以下のような機能がある：
- IPv6
- TLS
- プロキシ
- ウィンドウの垂直及び水平方向の分割
- インクリメンタルサーチ
- Aspellによるスペルチェック
- C、Python、Perl、Ruby、Lua、Tcl、Scheme、JavaScript、PHPによる拡張
- 名前付きパイプ (FIFO)
- 複数の文字コードのサポート
- 独自のエイリアスとショートカットキーの定義

## 対応プラットフォーム
WeeChatはUnix系、Haiku、Windowsなどのオペレーティングシステムで動作し、クロスプラットフォームである。
WeeChatのバイナリパッケージ及びソースパッケージは、主要なLinuxディストリビューション及びBSDの子孫のパッケージ管理システムで利用できる。